# あまの晴奈
あまの 晴奈（あまの はるな、1983年3月14日 - ）は日本の女性声優。大阪府出身。キャラ所属。

## 出演作品

### テレビアニメ
- ハムリンズ（ヤキベータ）

### ナレーション
- アップ&UP
- しっぽと一緒
- ようこそみんぱくワンダーランド

### ゲーム
- もえスタ 〜萌える東大英語塾〜（カンバ[1]）
- パワフルゴルフ（キャディー）

### CMナレーション
- マルハン
- 高橋開発
- 賃貸住宅サービス
- 住宅情報タウンズ
- パチンコ大将軍
- アイデム
- 阪神高速
- 阪急3番街
- イオンモール加西北条
- 関西原子力懇談会
- スーパーカップ1.5
- バイオ消臭剤

### VPナレーション
- Docomo・2008春キャンペーン
- 熊野古道
- メイテックキャクスト
- リリースキルアッププログラム
- 北野高校
- サンスターセッチマアロマティック歯磨き
- 象印電気ケトル
- 大豆の湿害回避の耕運・播種方法の紹介
- Tuche・加藤夏希プロデュース
- シード線源永久挿入による小線源療法
- 保津川船頭の民族技術　曳船･川作　記録版